# 楊·斯凡克梅耶
楊·斯凡克梅耶（捷克語：Jan Švankmajer，捷克語：[ˈjan ˈʃvaŋkmajɛr]，1934年9月4日—），或译杨·史云梅耶，是一位捷克電影導演與藝術家，作品跨越多種媒體。他製作的動畫與電影主題以超現實主義為主，影響許多其他藝術家，例如特里·吉列姆與奎氏兄弟（Brothers Quay）等人。

## 生平
1934年9月4日，楊·斯凡克梅耶出生於布拉格。童年時代，他在聖誕節曾獲得木偶戲，對於斯凡克梅耶後來的藝術發展影響深遠。他曾就讀於布拉格學院應用藝術，後來在布拉格表演藝術學院學習。他在1958年協助艾米爾·拉多克（Emil Radok）完成電影《浮士德醫生》（Doktor Faust），然後開始為布拉格Semafor劇院工作，並創辦面具劇場。然後，他轉移到魔燈多媒體劇場工作，並與艾米爾·拉多克繼續合作。這種戲劇性的經驗顯現於楊·斯凡克梅耶在1964年完成的第一部電影《施瓦茨瓦尔德先生和埃德加先生的最後把戲》。受到理論家维拉提斯洛·伊凡博格（Vratislav Effenberger）的影響後，楊·斯凡克梅耶的作品風格開始改變，轉向古典超現實主義，並首先表現於電影《庭園》（1968）。他也加入捷克超現實主義團體。
他的很多電影，例如短片《地下室的怪物》是以從孩子的角度出發，而劇情同時也令人不安。1972年，捷克斯洛伐克政府禁止他繼續拍攝電影，他的許多電影都受到打壓。直到1980年代初之前，他在西方世界幾乎無人知曉。《紐約時報》評論家安德魯·約翰斯頓稱讚楊·斯凡克梅耶的藝術，認為「他的電影充斥文化和科學典故，不尋常的意象具有潛意識的意涵，使得他的電影同樣獲得文化人士、與單純享受視覺刺激影迷的讚賞」。1965年，楊·斯凡克梅耶以《一段巴哈狂想曲》入圍坎城影展，並獲得評審團獎。
1982年，楊·斯凡克梅耶完成短片《對話的維度》（Možnosti dialogu），該片被特里·吉列姆選為有史以來十大最佳動畫電影。他的電影被稱為「類似卡夫卡的感情故事」，並獲得柏林影展短片金熊獎與榮譽獎、安錫國際動畫影展短篇動畫大獎。
楊·斯凡克梅耶是世界上最著名的動畫家之一。他最著名的作品包含《愛麗絲》（1988年）與《浮士德》（1994年）、《追求高潮的方法》（1996年），《貪吃樹》（2000年）與《瘋狂療養院》（2005年）。《瘋狂療養院》為超現實喜劇電影，改編自愛倫坡創作的故事，而薩德侯爵的生活也影響影片劇情。
2000年，楊·斯凡克梅耶获得萨格勒布国际动画电影节终身成就奖。2001年，獲得克拉科夫影展榮譽獎。
楊·斯凡克梅耶執導的下一部長片為《昆蟲》（Hmyz） 。它的成本為40萬捷克克朗，改編自卡雷爾·恰佩克的《昆蟲生活影像》。楊·斯凡克梅耶描述：「恰佩克的劇本非常厭世，我一直很喜歡它。昆蟲行為與人類行為相似，讓人聯想到卡夫卡和他的著名的《变形记》。」
2013年7月27日，他獲得意大利文化機構頒發創新及創意獎項。

## 風格
楊·斯凡克梅耶以獨特的定格動畫技術贏得世界許多人讚賞，他的作品以超現實、噩夢般的影像聞名於世。他至今仍繼續在布拉格拍攝電影。楊·斯凡克梅耶的電影特徵包括誇張的音效，往往在進食的場面造成很奇怪的效果。他經常使用縮時攝影來描述人們行走或互動，電影往往藉由定格動畫將無生命的物體轉化成生物。他製作的很多電影還包括黏土動畫，其中食物是他喜愛的主題和媒介。史雲梅耶還採用真人動畫來拍攝電影，包括《食物》（1992年）及《追求高潮的方法》（1996年）。

## 私生活
他與伊娃·斯凡克梅耶娃（Eva Švankmajerová）結婚，她是國際知名的超現實主義畫家、陶藝家與作家。伊娃·斯凡克梅耶與楊·斯凡克梅耶合作完成幾部電影，包括《愛麗絲》、《浮士德》、《貪吃樹》。他們有兩個孩子，純美（生於1963年）和瓦茨拉夫（生於1975年）。

## 電影

### 長片
| 年度 | 中文片名       | 原文片名          | 原著                                         |
| ---- | -------------- | ----------------- | -------------------------------------------- |
| 1988 | 愛麗絲         | Něco z Alenky     | 《愛麗絲夢遊仙境》                           |
| 1994 | 浮士德         | Lekce Faust       | 《浮士德醫生》、《浮士德》                   |
| 1996 | 追求高潮的方法 | Spiklenci slasti  | 原創故事                                     |
| 2000 | 貪吃樹         | Otesánek          | 《貪吃樹》                                   |
| 2005 | 瘋狂療養院     | Šílení            | 《過早的埋葬》、《焦油博士和羽毛教授的對話》 |
| 2010 | 夢中見         | Přežít svůj život | 原創故事                                     |
| 2015 | 昆蟲           | Hmyz              | 《昆蟲生活影像》                             |

### 短片
| 年度    | 中文片名               | 原文片名                                         |
| ------- | ---------------------- | ------------------------------------------------ |
| 1964    | 最後把戲               | Poslední trik pana Schwarcewalldea a pana Edgara |
| 1965    | 一段巴哈狂想曲         | Johann Sebastian Bach: Fantasia G-moll           |
| 1965    | 與群石嬉戲             | Spiel mit Steinen                                |
| 1966    | 棺材和天竺鼠           | Rakvičkárna                                      |
| 1966    | 其他                   | Et Cetera                                        |
| 1967    | 自然史                 | Historia Naturae (Suita)                         |
| 1968    | 庭園                   | Zahrada                                          |
| 1968    | 房間                   | Byt                                              |
| 1968    | 午後的午餐             | Picknick mit Weissmann                           |
| 1969    | 房子裡平静的一周       | Tichý týden v domě                               |
| 1970    | 唐璜                   | Don Šajn                                         |
| 1970    | 人骨教堂               | Kostnice                                         |
| 1971    | 荒唐童話               | Žvahlav aneb šatičky slaměného Huberta           |
| 1972    | 李奥納多日記           | Leonardův deník                                  |
| 1973-79 | 奥特蘭多城堡           | Otrantský zámek                                  |
| 1980    | 荒敗之屋               | Zánik domu Usherů                                |
| 1982    | 對話的維度             | Možnosti dialogu                                 |
| 1983    | 地下室的怪物           | Do pivnice                                       |
| 1983    | 死亡邀約               | Kyvadlo, jáma a naděje                           |
| 1988    | 男性遊戲               | Mužné hry                                        |
| 1988    | 另一種愛               | Another Kind of Love                             |
| 1988    | 肉之戀                 | Zamilované maso                                  |
| 1989    | 暗/光/暗               | Tma, světlo, tma                                 |
| 1989    | 花神                   | Flora                                            |
| 1989    | 生動的自畫像           | Animated Self-Portraits                          |
| 1990    | 波西米亞史達林主義之死 | Konec stalinismu v Čechách                       |
| 1992    | 食物                   | Jídlo                                            |

## 外部連結
- 楊·斯凡克梅耶在互联网电影资料库（IMDb）上的資料（英文）
- 楊·斯凡克梅耶在豆瓣上的资料（简体中文）
- The Animation of Jan Svankmajer at Keyframe - the Animation Resource
- Overview of his work （页面存档备份，存于）
- （波兰語） Jan Švankmajer - PL （页面存档备份，存于）
- On Svankmajer's Faust
- The Works of Jan Svankmajer （页面存档备份，存于）
- Downing the Folk-Festive: Menacing Meals in the Films of Jan Svankmajer
- Czech Animation, priv. blog （页面存档备份，存于）
- An article and filmography on Svankmajer （页面存档备份，存于）
- Review of Dimensions of Dialogue, The Ossuary, Food and Death of Stalinism